# 자력갱생
자력갱생 (自力更生)은 자신의 힘만으로도 생존을 추구한다는 뜻으로 남에게 의존하지 않으면서도 오직 자신의 능력과 의지로 도전을 극복하려는 행동 또는 정신을 뜻한다. 남한에서도 한국 정치를 묘사하면서도 쓰이는 표현이지만, 북한의 표어로는 자력으로 경제를 발전시키고 운영해 나간다는 정책의 기조로 자주 등장하는 표현으로 쓰이기도 하며. 선전선동을 통해 자력갱생의 의지를 보여주겠다는 뜻으로 쓰이기도한다.

## 자력갱생 기본적근원
‘경제에서의 자립’은 경제자력갱생이라는 이름으로 불리고 있으며, 김일성은 이에 대해 “자립적 민족경제를 건설한다는 것은 우리가 자체로 벌어서 먹고 살 수 있도록, 다시 말해서 자급자족할 수 있는 나라를 만든다는 것을 말하며 경제 모든 부문이 유기적으로 연결된 하나의 종합적 경제체계를 만든다는 것을 의미한다”라고 말하고 있다.
북한이 취하고 있는 ‘자력갱생’은 중공업과 경공업 그리고 농산물을 자체로 생산 공급하며 내부의 자원과 기술로 모든 수요를 충족시키는 것을 원칙으로 삼고 있다. 지하자원의 경우만을 예로 들어보아도 세계 각 나라가 각기 필요로 하는 자원을 모두 완벽하게 갖추어져 있기란 거의 불가능한 것이다. 필요한 원료를 모두 자급할 수 있는 능력을 가진 나라는 극히 제한되어 있다. 하지만 북한에서는 자국과 일부국가를 제외한 외국과의 외교물류를 최소화하며 외화를 벌어들이기 위해 북한주민을 이용하여 관광객들에게 외화를 벌어 당국에게 줌으로써 자력갱생의 외화벌이수단으로 쓰기도한다.

## 북한식 자력갱생
1960년대 북한에서 주체사상이 표면화되면서 중국공산당이 1950년대부터 즐겨 구사했던 자력갱생의 구호를 수용하여 주체사상의 지도적 지침인 ‘경제에서의 자립’을 제시하게 된 근거가 되었다.
북한의 경우도 원유, 면화, 목재, 고무 등을 비롯해서 전적으로 수입에 의존해야 할 원료가 허다히 많다. 뿐만 아니라 북한의 기계제작 공업을 비롯해서 공업전반에 취약점이 많고 기술수준도 아직 낙후되어 있다.
이런 속에서 폐쇄적이며 비능률적인 자력갱생정책은 북한의 경제를 더욱 어렵게 만들 뿐이다.
또한 자원이나 기술이 부족한 북한이 외국에 의존하지 않고 자체의 자원과 기술에 의거하여 경제를 이끌고 나가려는 의지를 담은 표현이기도 하다.
그러나 실제로는 소련이나 중국의 경제지원을 받을 수밖에 없었던 북한으로서는 정치적인 구호의 성격이 강한편이다. 즉, 현실적으로는 소련과 중국 등의 경제지원을 받지만 그러한 지원으로 인해 정치적인 독자성을 훼손당하지 않겠다는 그들만의 의지를 담고 있다고 할 수 있다.
‘고래 등 같은 기와집’에서 “이밥(쌀밥)에 고깃국을 먹고 살게 해주겠다.” - 김일성 1950년 천리마운동시기

자력갱생을 통해 사회주의 강성대국을 이루어내면 모든 인민에게 이밥에 고깃국을 주겠다 - 선전선동부

김일성은 천리마운동시기 당시 연설에서도 '고래 등 같은 기와집'에서 '이밥에 고깃국'을 먹고 살게해준다고 인민들에게 신신당부하였으나 1994년 김일성이 사망하자 고난의 행군이 시작되면서 인민들은 또다시 자력갱생의 힘으로 근근히 버티며 살고있는추세이며
김정일시대로 넘어오며 주체사상에 의거하여 자력갱생 구호를 수용하면서 사회주의 강성대국을 만들어나가기 위해서는 모든 인민의 자력갱생함으로써 고난의시기를 버텨내어 강성대국이 되면 모든 인민에게 이밥에 고깃국을 준다고하며 적극 선전선동하고있지만 김정은시대에 들어서까지도 이루어내지못하는 실정이다
2014년에 북한소식통 내 '당 선전비서는 ‘우리 수령님께서 그토록 소원하시던 이밥에 고깃국을 먹는 세상이 우리 장군님에 의해 실현되고 있다’고 떠들었다'며 “사회주의 강성대국에 대해서는 ‘우리 인민 모두가 이밥에 고깃국을 먹는 세상, 식의주 문제가 완전히 풀려 세상에 부러울 것 없는 세상’이라고 표현했다”고 전했다.
1. ↑  최, 예지 (2023년 6월 22일). “'자력갱생'하라더니...공공기관 정부지원금 2년 연속 100조 넘어”.